# Каравал
«Каравал» (англ. Caraval) — фентезійний роман американської письменниці Стефані Ґарбер. Уперше опублікований англійською мовою видавництвом Flatiron Books 29 вересня у 2016 році.

## Історія створення
Стефані Ґарбер була директором коледжу, коли вона почала писати у вільний час. Вона написала кілька романів і отримала багато відмов, поки її четверта книга (космічна опера) не зацікавила літературного агента. Коли космічну оперу не вдалося продати, Ґарбер написала «Каравал». Письменниця заявила, що коли вона почала писати «то не мала наміру, щоб „Каравал“ був першою книгою в цій серії та був романтично спрямованим». Її книги отримали неоднозначні критичні коментарі. Книга «Каравал» отримала позитивний відгук від Publishers Weekly, в якому говорилося: «Інтригуючі персонажі, творча обстановка та захоплююче письмо поєднують у собі чарівну історію про кохання, втрати, жертви та надію», у той же час Кейтлін Паксон з NPR негативно відгукнулася, що «врешті-решт, повідомлення Каравалу закінчується незакінченим».
Роман «Каравал» був у списку бестселерів «Нью-Йорк Таймс» протягом п'ятнадцяти тижнів.
Права на фільм за мотивами книги «Каравал» одержала студія Twentieth Century Fox.

## Сюжет
Каравал — це магічне дійство, гра, в якій беруть участь не лишень актори, а й спеціально запрошені гості. Скарлет з дитинства мріяла потрапити на цю гру, аж раптом за тиждень до власного весілля отримує запрошення від самого магістра Каравалу Легенди. Шлюб — єдиний спосіб полишити ненависний острів, на якому править її жорстокий батько. Гра — мрія всього її життя. Що обере Скарлет: ризикнути й повірити у неможливе чи підкоритись долі?

## Особливості
Головна ідея
Самопожертва в ім'я суттєвої цілі.
У книзі за основу взято проблематику людського егоїзму. Ставиться питання: наскільки важливо кожному думати не про власну вигоду, а навпаки, віддавати частинку себе, жертвувати своєю долею заради щастя рідних.
Динаміка
На початку роману сюжет затяжний. Із розвитком гри події розгортаються швидше, затримуючи увагу читача до останньої сторінки.
Чарівний світ
У книзі немає заклинань, запозичених від Гаррі Поттера, та чарівних паличок. Не зрозуміло, як змінюються кольори суконь під настрій героя, як стіна реагує на емоції та як за допомогою одного лише бажання можна зробити неможливе. Ґарбер залишила деякі питання відкритими, і це добре, бо дива не потребують пояснень.
Напруга
Досвідчений читач не передбачає фіналу твору, бо напруга тягнеться до останнього.
Образ
Письменниця створила персонаж Скарлет як ідеал дівчини, сестри, дочки та людини.
Отже, «Каравал» — багатогранний проєкт. З одного боку — чуттєва, романтична історія. З другого — жорстока боротьба за виживання. З третього — карколомна пригода, наповнена містичними завданнями, потаємними ходами і загадками. Книга підійде для любителів різних жанрів, оскільки в ній глибока мораль поєднується з цікавим і заплутаним сюжетом.

## Відзнаки
- IndieNext Pick.
- Відзнака Publishers Weekly Flying Start.
- У списку «Найкращі 10 підліткових книг 2017 року» за версією Entertainment Weekly.
- Найкраща підліткова книга року за версією Teen Vogue.
- Найкраща книга року за версією Amazon.
- Найкраща книга року за версією Barnes & Noble.
- Найкраща книга року за версією BuzzFeed.[9]

## Переклад українською
Українською книга вийшла у видавництві КМ-Букс 2017 року із загадковою та небагатослівною темно-синьою обкладинкою.
З анотації можна зробити висновок, що книга призначена підлітковій аудиторії, проте це не так, оскільки в ній є багато «гострих» моментів, які полюбляє доросла публіцистика. Окремо відзначають українську перекладачку Оксану Дятел, яка професійно зберегла магічні авторські нотки письменниці.